# جوني روبنسون
جوني روبنسون (بالإنجليزية: Johnny Robinson)‏ هو لاعب كرة قدم أمريكية أمريكي، ولد في 14 فبراير 1959 في جونسبورو في الولايات المتحدة.